# Bianzè
Bianzè là một đô thị ở tỉnh Vercelli trong vùng Piedmont thuộc Ý, có cự ly khoảng 40 km về phía đông bắc của Torino và khoảng 25 km về phía tây của Vercelli. Tại thời điểm ngày 31 tháng 12 năm 2004, đô thị này có dân số 2.043 người và diện tích là 41,8 km².
Bianzè giáp các đô thị: Borgo d'Ale, Livorno Ferraris, Moncrivello, Ronsecco, Trino, và Tronzano Vercellese.